# Ахмад, Захра Мохамед
Захра Мохамед Ахмад (род. 1952, Сомали) — сомалийская правозащитница и юристка. Основательница Центра развития сомалийских женщин. В 2021 году она была удостоена Международной женской премии за отвагу.

## Жизнь
Ахмад родилась в 1952 году, у неё было семеро братьев и сестер. Её отец был полицейским.
Ахмад стала заместителем начальника таможни в аэропорту Могадишо. Она была замужем за бывшим военно-воздушным и коммерческим пилотом, генералом Мохамудом Шейхом Али, у них было пятеро детей. В 1991 году в Сомали произошли гражданские беспорядки, и в следующем году они с семьёй уехали в Танзанию, где жили до 2000 года. Семья вернулась до полного восстановления уровня жизни в стране, чтобы помочь этому процессу.
Ахмад работала над открытием школ и отказом от насилия со стороны военачальников. Она создала организацию HINNA, а позже, в 2000 году, основала и возглавила Центр развития сомалийских женщин (SWDC) в Могадишо. Они поддерживают женщин, находящихся под стражей или под судом, а также жертв сексуального насилия. SWDC также сообщает о злоупотреблениях и насилии в Сомали, оказывает юридическую помощь. Работники организации подвергались преследованиям и угрозам, единственный сын Ахмад умер, и она сама рисковала. В 2013 году двое юристов SWDC были убиты в результате нападения на здание суда в Могадишо, в результате которого погибли 27 человек и 60 получили ранения.
В 2005 году Ахмад вернулась в университет, чтобы получить степень в области международного и шариатского права в Университете Сомали. Ахмад — главный юрисконсульт SWDC.
SWDC установила экстренную линию Ceebla Crisis Line 5555. Линия предлагает поддержку на сомалийском и английском языках тем женщинам, которые вовлечены в насилие и жестокое обращение. Линия была поддержана Лидией Ваниото, которая была главой миссии Африканского союза в Сомали, и первой леди Сомали Захрой Омар Хасан.
Ахмад была номинирована послом США в Сомали Дональдом Ямамото, и в 2021 году — удостоена Международной женской премии за отвагу. Награду вручили первая леди доктор Джилл Байден и госсекретарь Энтони Блинкен в Международный женский день, церемония прошла онлайн.